# PowerZoom
PowerZoom — технология, применяемая в однообъективных зеркальных фотоаппаратах, позволяющая управлять трансфокатором объектива с помощью электропривода.

## Pentax

### История
С появлением байонетного крепления KAF2, технология PowerZoom на некоторое время стала стандартом для камер и объективов производимых Pentax. Однако, ситуация сегодняшнего дня (декабрь 2008) показывает, что технология перестаёт пользоваться популярностью. В то время как не все современные цифровые камеры поддерживают полностью функции «PowerZoom», современные объективы вообще утратили поддержку технологии.

### Устройство
Объектив содержит в себе электропривод трансфокатора и трехпозиционный переключатель. В режиме «PowerZoom» фокусное расстояние может меняться с одной из трёх возможных скоростей по выбору фотографа. Управлять трансфокатором можно как с помощью кольца зуммирования объектива, так и средствами камеры.
Питание электропривода, встроенного в объектив, осуществляется камерой с помощью дополнительных контактов (отмечены на схеме номером 12).

### Возможности
Перечень функций «PowerZoom»:
- «Power Zoom»: изменение фокусного расстояния производится небольшим поворотом кольца зуммирования или с помощью средств управления с самой камеры. Трансфокатор приводится в действие электроприводом.
- «Автоуборка объектива»: при выключении камеры, объектив автоматически устанавливает трансфокатор в такое положение, при котором последний имеет минимальные геометрические размеры.
- «Отслеживание размеров объекта»: трансфокатор автоматически изменяет фокусное расстояние удерживая исходное увеличение объекта. Удобно в случаях, когда объект подвижен, и расстояние до камеры изменяется.
- «Zoom-эффект»: во время экспозиции автоматически приводится в действие трансфокатор. Фокусное расстояние может увеличиваться или уменьшаться.
- «Zoom-закладка»: Быстрый автоматический перевод объектива к заранее заданному фотографом фокусному расстоянию. Достигается нажатием на соответствующую кнопку.

## Minolta

### История
В 1991 году компания Minolta представила линейку объективов и фотоаппаратов поддерживающих технологию PowerZoom, эта линейка получила обозначение xi. Всего существовало шесть зум-объективов поддерживающих эту технологию:
- AF 28-80 f/4-5.6 xi
- AF 28-105 f/3.5-4.5 xi
- AF 35-200 f/4.5-5.6 xi
- AF 80-200 f/4.5-5.6 xi
- AF 100—300 f/4.5-5.6 xi
- AF 35-80 f/4-5.6 power zoom

Последний из них использовал для зуммирования мотор расположенный в корпусе фотоаппарата, в отличие от остальных, имеющих этот мотор непосредственно в объективе.
Серия фотоаппаратов xi и некоторые из выпускавшихся позже фотоаппаратов (например 700si) были полностью совместимыми с объективами xi/power zoom. Однако эта технология так и не приобрела большой популярности и большая часть из последующих поколений камер (в том числе современные цифровые фотокамеры Sony использующие байонет Minolta AF) уже не были полностью совместимыми с такими объективами. Возможность ручного управления фокусным расстоянием оставалась, однако функции автоматического изменения ФР были недоступны.